# Voronkovita
La voronkovita és un mineral de la classe dels silicats, que pertany al grup de l'eudialita. Rep el nom en honor d'Alexander Alexandrovich Voronkov (1928-1982), un prominent cristal·lògraf rus, autor de nombroses estructures de nous minerals i d'una sèrie de monografies sobre la química dels cristalls dels zircosilicats i dels titanosilicats.

## Característiques
La voronkovita és un silicat de fórmula química Na₁₅(Na,Ca,Ce)₃(Mn,Ca)₃Fe₃Zr₃Si₂₆O₇₂(OH,O)₄Cl·H₂O. Va ser aprovada com a espècie vàlida per l'Associació Mineralògica Internacional l'any 2007. Cristal·litza en el sistema trigonal. La seva duresa a l'escala de Mohs és 5.
Segons la classificació de Nickel-Strunz, la voronkovita pertany a «09.CO: Ciclosilicats amb enllaços de 9 [Si9O27]18-» juntament amb els següents minerals: al·luaivita, eudialita, ferrokentbrooksita, kentbrooksita, khomyakovita, manganokhomyakovita, oneil·lita, raslakita, feklichevita, carbokentbrooksita, zirsilita-(Ce), ikranita, taseqita, rastsvetaevita, golyshevita, labirintita, johnsenita-(Ce), mogovidita, georgbarsanovita, aqualita, dualita, andrianovita i manganoeudialita.

## Formació i jaciments
Va ser descoberta al mont Al·luaiv, el qual forma part del massís de Lovozero, a l'óblast de Múrmansk (Rússia), on sol trobar-se associada a altres minerals com: terskita, microclina, nefelina, lomonossovita, vuonnemita, xkatulkalita, epistolita, manganoneptunita i esfalerita. També ha estat descrita posteriorment al complex d'Ilímaussaq, a la regió de Kujalleq, Groenlàndia. Aquests dos indrets són els únics de tot el planeta on ha estat descrita aquesta espècie mineral.